# پویه
پویه یک روستا در ایران است که در دهستان کلاته‌های شرقی واقع شده‌است. پویه ۲۴۶ نفر جمعیت دارد.